# Friedrich von Teuchert
Friedrich svobodný pán von Teuchert (německy Friedrich Freiher von Teuchert) (21. května 1797 Uherské Hradiště – 27. června 1872 Bad Ischl) byl rakouský generál. V armádě sloužil od roku 1815, řadu let strávil v Haliči, působil také na Moravě. Jako vojevůdce se vyznamenal v bojích proti revoluci v Uhrách (1849), později zastával funkce ve vojenské administraci, nakonec byl v letech 1860–1865 náměstkem ministra války. V armádě dosáhl hodnosti polního zbrojmistra a v roce 1859 získal titul barona. Dědicem baronského titulu byl adoptivní syn Friedrich von Teuchert-Kauffmann (1831–1913), který v c. k. armádě také dosáhl vysokých hodností.

## Životopis

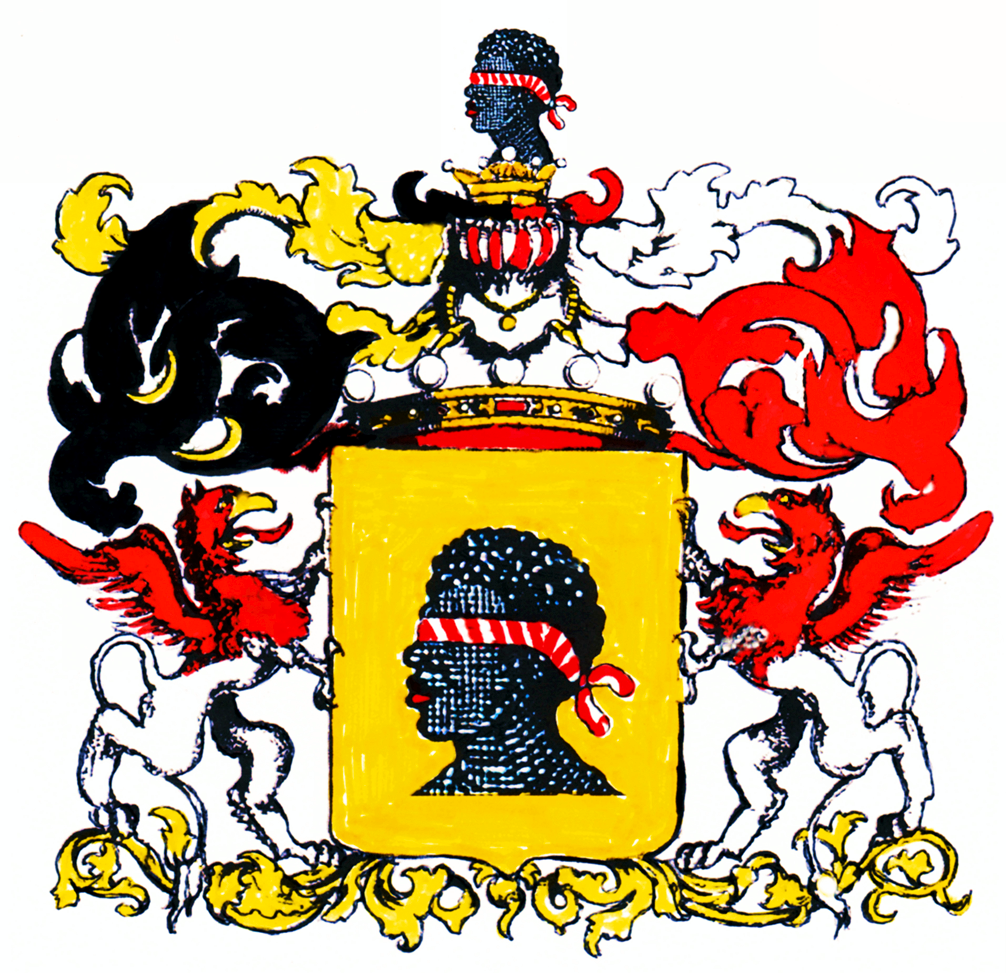
Erb rodu Teuchertů

Byl synem úředníka Ignaze Teucherta (†1805) a narodil se v Uherském Hradišti, od roku 1807 studoval na Tereziánské vojenské akademii ve Vídeňském Novém Městě. V roce 1815 nastoupil jako praporčík k pěšímu pluku č. 56 a ještě téhož roku byl povýšen na poručíka. Později se uplatnil při práci na mapování Bukoviny, působil také vojenský pedagog a již v roce 1828 byl povýšen do šlechtického stavu, v roce 1831 byl jmenován nadporučíkem. Aktivně se zúčastnil bojů během polského povstání (1830–1831)) a později organizoval politickou správu po dobytí Krakova (1836–1838). V té době spolupracoval s generálem Kauffmannem, s jehož vdovou se později oženil. Postupoval v hodnostech (kapitán 1838, major 1841, podplukovník 1845), působil mimo jiné ve Dvorské válečné radě a sloužil také na Moravě, kde během nepokojů v Haliči zorganizoval vojenský sbor (1846).
V roce 1848 byl povýšen na plukovníka a převzal velení pěšího pluku č. 10 v Přemyšlu. Během revoluce v letech 1848–1849 vynikl především v bojích proti maďarským povstalcům (obléhání Komárna). V roce 1849 dosáhl hodnosti generálmajora a po revoluci byl zástupcem zemského velitele pro Moravu se sídlem v Brně. Jako polní podmaršál (1854) převzal velení 4. armády v Haliči, od roku 1855 zastával různé funkce u vrchního velení armády ve Vídni a nakonec byl od roku 1859 náměstkem pro ekonomiku na ministerstvu války. V roce 1865 byl penzionován s čestnou hodností polního zbrojmistra.
Za zásluhy byl nositelem Leopoldova řádu a Řádu železné koruny III. třídy, od zahraničních panovníků obdržel ruský Řád sv. Vladimíra III. třídy s meči, pruský Řád červené orlice III. třídy a hannoverský Řád Guelfů. V roce 1859 byl jmenován c. k. tajným radou s nárokem na oslovení Excelence a téhož roku byl povýšen do stavu svobodných pánů. Od roku 1858 byl čestným majitelem pěšího pluku č. 59 dislokovaného v Salzburgu.

## Rodina
V roce 1841 se oženil s Annou, rozenou d'Elvert (1809–1884), vdovou po generálu Franzu Kauffmannovi (1777–1838). Jejich manželství zůstalo bez potomstva, Anna ale měla z prvního manželství tři děti, které Friedrich s císařským svolením v roce 1860 adoptoval (Teuchert-Kauffmann) a náležel jim i nárok na baronský titul. Z adoptivních synů vynikl starší Friedrich von Teuchert-Kauffmann (1831–1913), který v armádě dosáhl hodnosti polního zbrojmistra a svou kariéru završil jako zemský velitel v Tyrolsku (1884–1891).
Díky manželce získal příbuzenské vazby na vlivnou brněnskou rodinu d'Elvert, jeho švagry byli dlouholetý brněnský purkmistr Christian d'Elvert (1803–1896) nebo prezident Zemského soudu v Brně Friedrich d'Elvert (1812–1901).
Friedrichův mladší bratr Karl (1800–1873) sloužil také v armádě a dosáhl hodnosti polního podmaršála (1859).